# Geroldonen
Die Geroldonen (auch Geroldinger) waren eine Familie des fränkischen Adels aus der Zeit der Karolinger, die vor allem in Schwaben begütert waren, aber im gesamten süddeutschen Raum eine große Bedeutung hatten. Sie treten vor allem aufgrund ihrer verwandtschaftlichen Beziehungen zu den Karolingern hervor, die
- mit Gerold dem Jüngeren († 799), Fränkischer Präfekt in Bayern und Schwager Karls des Großen ihren Anfang hatten,
- mit dessen Schwester Hildegard († 783), der Ehefrau Karls des Großen und Mutter Ludwigs des Frommen († 840) kulminierten,
- in ihrer Stellung im Umfeld der Kaiserin Judith († 843), Ludwigs Ehefrau, eine Fortsetzung fanden, und
- in Irmintrud (Ermentrud) († 869), der Ehefrau von Ludwigs und Judiths Sohn Karl des Kahlen († 877) ihren Abschluss fanden.[1]

Die Gleichsetzung des Grafen Udo im Lahngau (dort 821/826 bezeugt) mit dem Grafen Odo von Orléans (dort ab 828, † 834), dem Vater Irmintruds, dessen (vermutete, aber nicht nachgewiesene) Zugehörigkeit zu den Geroldonen sowie die Identifizierung Udos/Odos als Vater des Grafen Gebhard im Lahngau († 879) (Jackman/Fried), machen die Geroldonen schließlich zu den Vorfahren der Konradiner.
Darüber hinaus besteht die Vermutung, dass Graf Udalrich im Alpgau, Breisgau, Hegau, Thurgau etc. der Stammvater der Udalrichinger ist, den späteren Grafen von Bregenz.

## Stammliste
Die Stammliste folgt grundsätzlich der Darstellung bei Schwennicke, Abweichungen davon sind quellenmäßig belegt. Nicht bei Schwennicke finden sich die Nachkommen Adrians bzw. Erbios.
1. Gerold I., † wohl vor 795[3][4], Graf im Mittelrheingebiet 777/784, im Kraichgau und im Anglachgau[5]; ⚭ Imma, 778/786 bezeugt[6], Tochter des Alamannen-Herzogs Hnabi, Schwester des Grafen Ruadpert[7]
  1. Gerold II., X 1. September 799 in Pannonien gegen die Awaren, 786 als Graf bezeugt, 796 als fränkischer Präfekt in Bayern, begraben im Kloster Reichenau[8]; ⚭ NN
    1. Kind , 786 bezeugt

  2. Udalrich I., 778/817 bezeugt, † wohl vor 824, 780/781 als Graf im Alpgau und Breisgau, bezeugt, 787–791 als Graf im Hegau, 787 als Graf im Thurgau, 805/817 als Graf am Nordufer des Bodensees, Graf im Elsass[9]
    1. Bebo, 803 bezeugt
    2. Gerold, 803 bezeugt
    3. Udalrich, 800/803 bezeugt
    4. Radbert (800/803) bzw. Ruadbert, † wohl 817, 806/813–814 Graf, 806 Graf im Thurgau, 807/813–814 Graf am Nordufer des Bodensees, 807 Graf im Argengau, 813–814 Graf im Linzgau, bestattet wohl in Lindau – vermutliche Nachkommen: siehe Udalrichinger
    5.  ? Erih

  3. Voto (Uto), 788 bezeugt, † wohl vor 803
  4. Hildegard, * wohl 757, † 7. April 783[10]; ⚭ 771 vor dem 3. April Karl der Große, 768 König der Franken, 774 König der Langobarden, 800 römischer Kaiser, † 28. Januar 814 (Karolinger)
  5. Megingoz, 784/795 bezeugt[11]
  6. Hadrian (Adrianus), 793 bezeugt, * nach 772, † nach 793, vor 821[12]; ⚭ Waldrat, † nach 824, wohl Tochter von Erphold und Waldrat[13], vielleicht auch Schwester Wilhelm von Aquitaniens, Graf von Toulouse (Wilhelmiden)[14]
    1. (Tochter von Adrian und Waldrat[15]) Wialdrut, 834 bezeugt; ⚭ Robert III. Graf im Oberrheingau und Wormsgau, 812 bezeugt, † vor 834 (Robertiner)[16]

  7. Erbio, † vielleicht vor 793 oder aber nach 808[17]; ⚭ NN, vielleicht Schwester von Wilhelm von Aquitanien, Graf von Toulouse (Wilhelmiden);
    1. (Tochter Erbios) Eugenia, 808 bezeugt
    2. (Sohn Hadrians oder Erbios) Odo, X 834, 821/826 Graf im Lahngau, ab 828 Graf von Orléans[18];⚭ Ingeltrud, † nach 834, Schwester des Seneschalls Adalhard, Tochter von Leuthard Graf von Fézensac (Matfriede)[19]
      1. Irmintrud (Ermentrud), * 27. September wohl 830, † 6. Oktober 869[20]; ⚭ 13. Dezember 842 Karl der Kahle, * 13. Juni 823, † 6. Oktober 877, 843 König der Westfranken (Karolinger)
      2. Wilhelm, † hingerichtet 866[21]
      3. Gebhard[22], 832/879 bezeugt, Graf im Niederlahngau, Vogt des Stifts St. Severus in Kettenbach/Gemünden[23]; ⚭ NN, Schwester des Markgrafen Ernst im Nordgau (Ernste) – Nachkommen: siehe Konradiner

    3. (Bruder Odos) Wilhelm, X 834 Graf von Blois[24]